# مجزرة بني مسوس
| مجازر الجزائر في 1997                                               |          |              |
| مجازر قتل فيها أكثر من 50 مدني: راجع حرب العشرية السوداء في الجزائر |          |              |
| مجزرة ثاليت                                                         | 52 قتيل  | 4-3 أفريل    |
| مجزرة حوش خميستي                                                    | 93 قتيل  | 21 أفريل     |
| مجزرة ضاية لبقور                                                    | 50 قتيل  | 16 جوان      |
| مجزرة سي زروق                                                       | 58 قتيل  | 27 جويلية    |
| مجزرة أولاد الحد مزوارة                                             | 76 قتيل  | 3 أوت        |
| مجزرة صوحان                                                         | 65 قتيل  | 21-20 أوت    |
| مجزرة بني علي                                                       | 64 قتيل  | 26 أوت       |
| مجزرة الرايس                                                        | 800 قتيل | 29 أوت       |
| مجزرة بني مسوس                                                      | 87 قتيل  | 6-5 سبتمبر   |
| مجزرة قلب الكبير                                                    | 53 قتيل  | 19 سبتمبر    |
| مجزرة بن طلحة                                                       | 400 قتيل | 22 سبتمبر    |
| مجزرة سيدي العنتري                                                  | 117 قتيل | 24-23 ديسمبر |
| مجازر ولاية غيليزان                                                 | 412 قتيل | 30 ديسمبر    |
| 1996 -[عدل مصدر ] - 1998                                            |          |              |

وقعت مذبحة بني مسوس في ليلة 5 سبتمبر عام 1997 في حي سيدي يوسف خارج مدينة بني مسوس. وقتل فيها 87 شخصًا على الأقل.

## الخلفية التاريخية
في عام 1997، وصلت الجزائر إلى ذروة صراع أهلي وحشي بدأ بعد إلغاء الجيش لانتخابات 1992 التي كانت ستحقق فيها الجبهة الإسلامية للإنقاذ (FIS) فوزًا ساحقًا. وأخذت العصابات المناهضة للحكومة بثأرها في غابة باينام غرب الجزائر. ويقع حي سيدي يوسف في مدينة بني مسوس (انظر خريطة تفصيلية) على أطراف هذه الغابة. وبني مسوس هي ضاحية نائية في الجزائر (انظر الخريطة) على طول نهر بني مسوس ومقر ثكنات عسكرية ضخمة. ويشير أحد التفسيرات إلى أن المذبحة بدأت خلال إحدى عمليات البحث العسكرية عن العصابات في الغابة.

## المذبحة
في حوالي الساعة 10 مساءً يوم 5 سبتمبر 1997، وصل حوالي 50 رجلاً متوحشًا إلى حي سيدي يوسف يحملون سكاكين ومناجل، وبدؤوا في اقتحام البيوت وقتل من فيها. وصرخ الضحايا طلبًا للمساعدة وقرعوا على الأواني والأوعية لإبلاغ جيرانهم. ولم تصل قوات الأمن إلا الساعة الواحدة صباحًا، بالرغم من تمركزها في منطقة قريبة. وقتل الإرهابيون في تلك الليلة ما لا يقل عن 87 شخصًا، وفقًا لإحصاءات أسوشيتد برس؛ ولم تصدر أية بيانات رسمية عن عدد القتلى، وادعى حزبان سياسيان هما، جبهة القوى الاشتراكية (FFS) وحركة مجتمع السلم (HMS)، أن عدد القتلى حوالي 150 شخصًا، بينما ذكرت دايخة دريدي babelmed ) أنهم كانوا 53 فردًا. وتبعها ليلة أخرى من القتل في اليوم التالي خلفت وراءها 45 قتيلاً آخر.

## مسؤولية المذبحة
لم تعلن أية جماعة مسؤوليتها عن المذبحة، ولكن ألقي اللوم على الجماعات الإسلامية المسلحة، مثل الجماعة الإسلامية المسلحة (GIA). وأبلغت الحكومة الجزائرية لجنة الأمم المتحدة لحقوق الإنسان (E/CN.4/2000/3/Add.1) أنه «تم فتح تحقيق قضائي، وفي يوم 7 يوليو 1998 شن هجومًا ضد الإرهاب على مخابئ المتهمين الثمانية. واستمرت الإجراءات القانونية». ومن غير الواضح كيفية التوفيق بين ذلك وما قاله أحد الجنرالات للجنة التحقيقات التي زارت الموقع في 27 يوليو 1998: «من بين هؤلاء الذين ارتكبوا أعمالاً وحشية تنكيلية ما زال ثمانية فقط طلقاء وواحد في سجن سركاجي. وقتل قائد الجماعة الإرهابية رميًا بالرصاص قبلها بـ10 أيام».
طلبت منظمة العفو الدولية تعليقًا من الحكومة؛ حيث صرّحت بأن "بني مسوس تضم أكبر مركز للثكنات والأمن العسكري في العاصمة، بالإضافة إلى العديد من الدرك الأخرى ومراكز قوات الأمن التي يمكن منها رؤية موقع المذبحة بوضوح. وتبعد ثكنات الجيش في بلدية الشراقة (انظر الخريطة) بضعة كيلومترات فقط عن الموقع. وقد اتصل الجيران بقوات الأمن التي رفضت التدخل بحجة أن الأمر يخص الدرك. واتصلوا بالدرك، ولكن لم يرد أحد وغادر المهاجمون الحي دون أن يتصدى لهم أحد". ومع ذلك، جادل الجنرال المذكور آنفًا أمام لجنة الأمم المتحدة، بمساعدة خريطة طبوغرافية، أن الجيش والدرك لم يستطيعوا منع وقوع المذبحة، قائلاً «تم تفجير قنابل لإيقاف الجيش وقام المهاجمون بقطع الكهرباء. ولم يستطع المزارعون المجاورون تقديم المساعدة؛ حيث زرع الإرهابيون متفجرات، ولكنهم أبلغوا قوات الأمن؛ حيث كان يبعد مركز قيادة الفرقة بضعة كيلومترات عن مكان المذبحة». وأضاف أن الحكومة أصرت على نقل الأسرة الرئيسية التي تعرضت للهجوم إلى مكان آخر أكثر أمانًا سابقًا، ولكنها رفضت، وذكر ادعاءات بأن الأسرة المتحدث عنها كانت تقدم الطعام للإرهابيين وربما كان هذا هو السبب في ثرائها.

## التداعيات
هربت العديد من الأسر من سيدي يوسف بعد وقوع هذه المذابح، بعضها لجأ إلى ملعب بني مسوس وكانوا لا يزالون هناك في عام 2002 . وهدمت المنازل التي وقعت فيها المذبحة بقرار من رئيس البلدية في عام 2001؛ ولم يتبق سوى أنقاض متناثرة ولا توجد لوحة تميز المنطقة.

## أقوال شهود العيان
اقتباس رشيد الخياري، أسوشيتد برس، 7 سبتمبر:
«سمعنا الضحايا يبكون ويصرخون طلبًا للنجدة، ولكن لم يكن من مغيث لهم»، تصريح أحد الأشخاص الذين هربوا من المذبحة لأسوشيتد برس.
«اقتحموا المنازل وأخذوا الرجال وأجبروهم على الخروج، ثم ذبحوهم»، تصريح إحدى السيدات، وهي الناجية الوحيدة في أسرتها، لأسوشيتد برس. «عادوا وأخذوا خالتي وذبحوها بعدما شقوا بطنها»، امرأة عرّفت نفسها باسم أسرتها فقط، بن براهين. استطاعت هذه السيدة الهروب من خلال نافذة منزلها، ثم اختبأت في غابة مجاورة حتى بزوغ الفجر.
اقتباس دايخة دريدي (babelmed  2003):
الجميع يذكر تلك الليلة الرهيبة: قال رفيق «وقعت المذبحة في تلك المنطقة المنحدرة قليلاً؛ حيث توجد اليوم المدينة التي وقعت فيها الكارثة الصادمة للناس. وفي تلك الليلة، كانوا يضعون كشافات ضخمة لإنارة الغابة حتى يتمكنوا من رؤية الإرهابيين، وذلك عندما بدأنا نسمع صرخات الضحايا».

## وصلات خارجية
- NewStandard (AP) - 8th
- NewStandard (AP) - 7th
- Amnesty International
- Sidi Youssef later
- UN visit to the site

- Economist
- Arabic News
- Arabic News
- Algeria watch